# Kjartan Fløgstad
Kjartan Fløgstad (Sauda, 7 giugno 1944) è uno scrittore norvegese vincitore del Nordic Council's Literature Prize nel 1978.
Come molti altri autori scandinavi del Novecento, tra i quali spicca lo svedese Ivar Lo-Johansson, è stato un convinto marxista e nella sua opera l'interesse per le condizioni del proletariato è un motivo ricorrente, tanto che il suo nome è tra i più illustri di coloro che si sono cimentati nella cosiddetta Letteratura proletaria. Inoltre, si è cimentato anche come autore fantastico, nel sottogenere del Realismo magico - i nomi più illustri sono i russi Gogol' e Bulgakov, i tedeschi Franz Kafka e Günter Grass, i sudamericani Jorge Luis Borges, Julio Cortázar e Isabel Allende, l'italiano Italo Calvino e l'austriaco Gustav Meyrink. Appassionato di poesia, ha tradotto in lingua norvegese le opere del grande Pablo Neruda. Ha vinto diversi altri premi, oltre all'illustrissimo Nord Council: nel 1975 l'Aschehoug Prize, nel 1980 il Norwegian Critics Prize for Literature, nel 1983 il Nynorsk Literature Prize e il Premio Brage nel 1998. Attualmente, è forse il più grande scrittore norvegese vivente.